# Église de l'Adoration-Perpétuelle de Ferencváros
L'église de l’Adoration-Perpétuelle (en hongrois : Örökimádás templom) est une église catholique romaine de Budapest, située dans le quartier de Ferencváros. 